# Prostitution i Turkiet
Prostitution i Turkiet är lagligt. Enligt principen om reglementerad prostitution tvingas sexarbetare registrera sig och undergå regelbundna undersökningar om sexuellt överförbara sjukdomar. Bordeller är lagliga och kan få statlig licens om de efterlever reglerna om reglementerad prostitution och licensierade sexarbetare. Att uppmuntra och underlätta prostitution är olagligt. Det är också olagligt för utländska medborgare att sälja sex. Licens för sexarbete utfärdas enbart till kvinnor. 

## Historik

### Sexuellt slaveri
Prostitutionsväsendet i Osmanska riket är dåligt utforskat. All sex som inte ägde rum antingen inom äktenskapet eller mellan en man och hans kvinnliga slav var förbjudet och betecknades som äktenskapsbrott (även om parterna var ogifta) och prostitution, och bestraffades med döden eller förvisning från hemstaden.
Islamisk lag förbjöd prostitution, men tillät män att utnyttja sina slavinnor sexuellt i enlighet med principen om konkubiner inom islam, och prostitution praktiserades genom att ett hallick sålde sin slavinna på bazaaren (slavmarknaden) till en manlig kund, som lämnade tillbaka henne, officiellt på grund av missnöje, sedan han hade haft samlag med henne; detta var en form av prostitution som var laglig och accepterad. Prostitution av slavar fortsatte i Osmanska riket formellt till 1889 års Kanunname och icke formellt förmodligen så länge riket existerade; det kejserliga osmanska haremet upplöstes 1909, men överklassen i allmänhet fortsatte ha slavar, som de kallade för adopterade, och betraktade fria tjänare med misstänksamhet.

### Fria prostituerade i Osmanska riket
Fria prostituerade förekom dock i Osmanska riket, där möjligheterna för en kvinna att försörja sig själv var närmast icke existerande. Vissa kvinnor arbetade som tvätterskor eller i matbutiker, men de anklagades för att vara prostituerade och förbjöds 1570.
År 1567 gav sultanen uttryckligen order om att stänga alla etablissemang inblandade i prostitution, och 1570 förbjöds kvinnor från att inneha butiker, eftersom tvätterskor uppenbarligen brukade möta kunder i butiker de hade hyrt. 
Några bordeller tycks inte ha funnits på 1500-talet, då de prostituerade kvinnor man känner till som dömdes av myndigheterna, som janissar-hustrun Arap Fati, som dömdes till förvisning 1565, tycks ha skött sina verksamheter på individuell basis.
Evliya Çelebi (1611-1682) uppgav att det fanns åtminstone tusen prostituerade kvinnor i Istanbul under hans samtid.. Under 1700-talet hade det blivit vanligt för osmanska myndigheter runtom i Osmanska riket, som i Damaskus i Syrien och i Egypten, att tolerera prostituterade i praktiken och beskatta deras verksamhet, även om den formellt sett var förbjuden.

### Legalisering: reglementerad prostitution
År 1839 utfärdades en ny lag under Tanzimat-eran känd som Tanzimat-ediktet, som avkriminaliserade äktenskapsbrott, i den meningen att lagen inte längre innehöll några bestraffningar, vilket också hade effekter på prostitutionen, och sexarbetare och hallickar dömdes i fortsättningen endast till fängelse. 
1839 utfärdades också de privilegier till utländska medborgare som gjorde dem undantagna från osmansk lag; detta ledde till att utländska medborgare efter Krimkriget på 1850-talet kunde etablera de första bordellerna i Istanbul.
Reglementerad prostitution infördes genom 1884 Ottoman Prostitution Regulation, då bordeller legaliserades under förutsättning att de registrerades och deras arbetare registrerades och regelbundet kontrollerades. Detta system gäller ännu (2024). 
Vid sekelskiftet 1900 uppskattas det ha funnits runt 2000 registrerade prostituerade i Istanbul. Av dessa uppskattas 1919-1920 att sextio procent var icke muslimer; utöver detta fanns dock ett stort antal icke registrerad illegal prostitution, som uppges indikera att ett större antal muslimska kvinnor var aktiva inom prostitution än icke muslimer.
Turkiet är en betydande destination för illegal trafficking för sexuella ändamål, och år 2003 uppskattades 100.000 kvinnor ha sålts till sexhandeln av familjemedlemmar eller före detta äkta män på grund av förbrytelser mot hederskultur. 
Sedan AKP-partiet fått makten har färre tillstånd utfärdats till bordeller och prostituerade, då AKP:regeringen önskar visa upp en mer puritansk bild av landet och väljer denna metod att motverka prostitution.